# Luiz Antônio Fleury Filho
Luiz Antônio Fleury Filho GOMM (São José do Rio Preto, 30 de março de 1949 – São Paulo, 15 de novembro de 2022) foi um professor, promotor de justiça e político brasileiro. Por São Paulo, foi Governador, Deputado Federal durante dois mandatos e Secretário Estadual de Segurança Pública no Governo Quércia.

## Biografia
Formou-se em Direito pelas Faculdades Metropolitanas Unidas, em 1972, passando a atuar como professor universitário e promotor de justiça, já em 1973. Foi professor de Direito Penal na mesma FMU e também em cursinhos especializados.
Ativo no processo de redemocratização, com participação no Diretas Já em São Paulo, exerceu atividades no Ministério Público até 1987, tornando-se uma das suas principais lideranças ainda muito jovem.  Chegou a ser presidente do Conselho Nacional do Ministério Público, por três mandatos sucessivos e da Associação Paulista do Ministério Público. É considerado um dos modernizadores do MP, tendo trabalhado junto à Assembleia Constituinte representando sua classe. Em 87, passou a ocupar o cargo de Secretário de Segurança Pública do governo Orestes Quércia.
Em julho de 2020 foi submetido a um transplante de fígado por conta de uma cirrose deflagrada por esteatose (excesso de gordura no fígado).
Fleury, diferente do que é veiculado, tinha parentesco com o antigo delegado Sérgio Fleury. Ambos descendiam do goiano João Fleury Coelho. 
Fleury também foi conselheiro vitalício do Sport Club Corinthians Paulista.

## Governo
| |  | |
| Entrada do Pronto-Socorro do Hospital das Clínicas fechada por superlotação, 1994. Naquele ano a grande São Paulo possuía um déficit de 3500 leitos. |  | Obras abandonadas do Hospital Estadual Sapopemba, 1994. Endividado, o governo Fleury abandonou obras de quinze hospitais. A última entregue, de Sapopemba, foi inaugurada apenas em 2003, quase nove anos depois do início das obras. |

Em 1990, sob a legenda do PMDB, Fleury foi eleito governador. Uma eleição difícil contra nomes conhecidos como Mario Covas e Maluf, a primeira em dois turnos para o governo de São Paulo. O segundo turno foi contra Paulo Maluf. Fleury venceu com apoio de uma ampla frente democrática. Em sua gestão, deu continuidade a obras públicas do governo anterior, destacando-se a Hidrovia Tietê - Paraná, que viabilizou a navegação até o sul de Goiás, a partir do sistema de eclusas da Usina Hidrelétrica de Nova Avanhandava e do Canal Pereira Barreto, o que barateou o transporte de alimentos no estado e ajudou a desenvolver a região. Construiu o complexo de aproveitamento múltiplo Mogi Guaçu e deu prosseguimento ao complexo de Canoas.
Durante seu governo, Fleury iniciou o Projeto Tietê, uma série de iniciativas com a intenção de despoluir o Rio Tietê, na Região Metropolitana de São Paulo. O governo do Estado, por meio da empresa estatal de saneamento – Sabesp –, conseguiu um empréstimo junto a organismos internacionais, principalmente o banco japonês JBIC, mas o empréstimo só foi liberado pelo Governo Federal de fato no governo seguinte, o de Mário Covas, aliado do governo.
Foi também sua iniciativa de buscar melhorias no transporte ferroviário do metropolitano de SP, quando esteve em Brasília, com então presidente Itamar Franco e solicitando a tomada da administração das mãos da CBTU para comando do governo do estado. Logo a seguir foram estudadas as possibilidades de se criar uma nova empresa de transportes ferroviários, vindo então a ser criada a Companhia Paulista de Trens Metropolitanos, com a colaboração do hoje ex-Senador, outrora Secretário dos Transportes Metropolitanos, Aloysio Nunes Ferreira, em 1994. Hoje é a maior e mais moderna companhia ferroviária do Brasil, englobando inclusive a tradicional FEPASA (Ferrovia Paulista S/A).
Durante seu governo, conviveu com 3 moedas diferentes, dois Presidentes da República, oito Ministros da Fazenda, diversos planos econômicos e até o impeachment de Fernando Collor.
Uma de suas últimas obras entregues foi a Rodovia Carvalho Pinto.
Foi autor do maior projeto habitacional da história do país até então. O programa habitacional do seu governo registrou um recorde histórico: construiu mais casas populares do que todas as administrações anteriores. Foram investidos recursos da ordem de US$ 1 bilhão, viabilizando a construção de 250 mil moradias. Também foi autor do maior plano de saneamento básico de São Paulo. Diminui a mortalidade infantil no estado a níveis nunca vistos. As Campanhas de Vacinação conseguiram índice de cobertura de 97,1% e o trabalho de imunização contra a poliomielite garantiu ao Estado de São Paulo um prêmio da Fundação Meriéux de Paris. Quando assumiu o governo, a segurança era a quinta preocupação da população do estado. Ao deixar o governo, segurança tinha caído para a oitava posição, voltando a ser a primeira no segundo ano de mandato do governo que o sucedeu.
Na educação, o projeto das "escolas-padrão" nasceu do trabalho de 100 conceituados educadores e representantes da sociedade convocados a sugerir medidas para melhorar o nível de ensino. Em quatro anos, de uma rede de 6,7 mil escolas, 2 225 delas foram transformadas em padrão, ganhando também autonomia pedagógica e financeira. Uma caixa de custeio, onde se somavam recursos do Estado e doações da comunidade e empresas, permitia, de forma ágil e sem burocracia, a aquisição de mobiliário e equipamentos, manutenção do prédio, reforço da merenda e contratação de serviços.
Em 1992, Fleury Filho foi admitido pelo presidente Collor à Ordem do Mérito Militar no grau de Grande-Oficial especial.
Tendo feito um governo com fortes e profundos investimentos sociais, o governo Fleury Filho foi acusado de contrair inúmeras dívidas durante sua gestão. Isso, inclusive, foi plataforma de campanha publicitária do governo de Mário Covas em seu início, o que ajudou seu sucessor em projetos de privatizações.
No final de seu governo Fleury Filho deixou centenas de obras paralisadas e uma dívida de 19,7 bilhões de dólares aos cofres do estado, sendo 8 bilhões de dólares apenas do Banespa. Essa dívida era superior ao PIB de Uruguai, Bolívia e Paraguai. O salário do funcionalismo foi reajustado no último ano de gestão, deixando despesas de 2 bilhões de reais sem recursos para cobri-las enquanto treze hospitais se encontravam com suas obras paralisadas

## Denúncias

### Carandiru
Foi também sob o governo Fleury que aconteceu o massacre no presídio do Carandiru, onde morreram 111 presos. O então governador, em testemunho no júri, legitimou posteriormente a ordem, de entrada, da polícia, pois “existiam pessoas que estavam matando umas as outras. A polícia não pode se omitir”. 9 detentos foram assassinados com arma branca (facas ou estiletes), por outros presos, e a PM matou 102, o que evidenciou o massacre, afastando a tese de legítima defesa. Reportagem da revista Veja acusou o então governador de tentar acobertar o massacre às vésperas da eleição. Em depoimento oficial alegou que soube do massacre pouco antes do fechamento das urnas – quase um dia depois da invasão.

### Banespa
O final de seu mandato também foi marcado pela intervenção do Banco Central no Banespa, que, à época, era o maior banco estadual do Brasil. Intervenção feita no último dia de seu mandato e que foi alvo de uma CPI no Congresso Nacional.

### Prisão de delegados-gerais da Polícia Civil
A justiça de São Paulo condenou a dezesseis anos de prisão por peculato dois ex-delegados-gerais da Polícia Civil do Estado de São Paulo : Álvaro Luz Pinto e Luís Paulo Braga Braun. Segundo o Ministério Público de São Paulo os réus se envolveram em fraude em licitações. A sentença proferida pelo juiz Edison Aparecido Brandão só se refere ao crime de peculato, acontecido na cidade de Barão de Antonina, onde foram desviados cerca de US$ 657 mil.
Os dois delegados trabalharam no Governo Fleury e no Governo Quércia.
Fleury foi convocado a participar do processo de defesa como testemunha.
Os delegados alegaram ser inocentes e ainda podem recorrer da sentença.

### Eletropaulo
O Tribunal de Contas do Estado de São Paulo relacionou um funcionário do Governo Estadual por irregularidades na construção da sede da Eletropaulo. A obra, que foi realizada pela construtora Andrade Gutierrez, e pode ter causado prejuízos ao estado. É um dos maiores focos de irregularidades que se tem notícia no relacionamento entre uma empreiteira e o poder público, segundo o conselheiro do TCE/SP Antônio Roque Citadini, responsável pelas investigações.
A obra teve seu contrato assinado em 27 de marco de 1991 pelo presidente da estatal Alfredo Almeida Júnior que meses depois perderia o cargo por irregularidades administrativas. Almeida Júnior foi denunciado pelo Ministério Público por enriquecimento ilícito.
A justiça chegou a decretar a prisão de Almeida Júnior, que mais tarde conseguiu um habeas corpus.

## Deputado federal
Após o término de seu governo, transferiu-se para o Partido Trabalhista Brasileiro (PTB), partido pelo qual se elegeu deputado federal em 1998 e 2002. Não conseguiu se reeleger em 2006.

## Últimos anos e morte
Afastado de cargos públicos e disputas eleitorais, em 2011 retornou ao PMDB, partido que havia deixado após brigas com seu ex-padrinho político, Orestes Quércia. Faleceu em 15 de novembro de 2022 em sua casa em São Paulo. Segundo a família, Fleury sofreu complicações após um transplante de fígado e morreu de insuficiência cardíaca.